# Omaloplia ruricola
Omaloplia ruricola är en skalbaggsart som beskrevs av Fabricius 1775. Omaloplia ruricola ingår i släktet Omaloplia och familjen Melolonthidae. Utöver nominatformen finns också underarten O. r. nicolasi.

## Bildgalleri

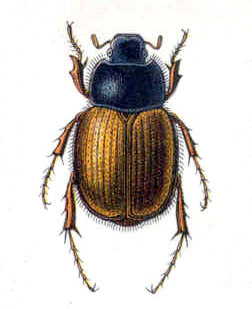
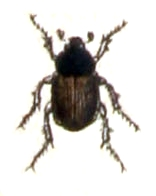
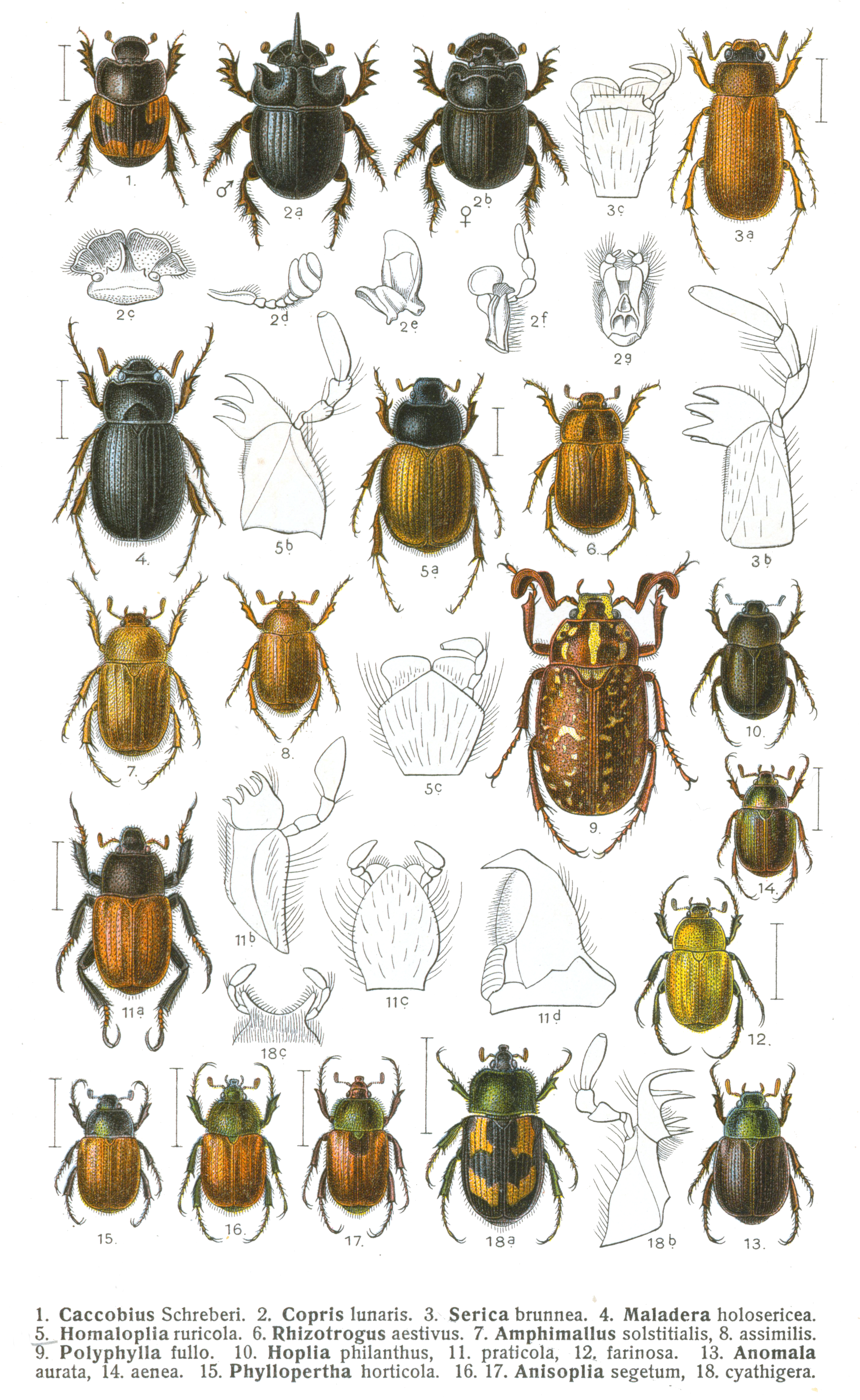